# Osoba najbliższa
Osoba najbliższa – zgodnie z definicją legalną z art. 115 § 11 Kodeksu karnego z 1997 r. to małżonek, wstępny, zstępny, rodzeństwo, powinowaty w tej samej linii lub stopniu, osoba pozostająca w stosunku przysposobienia oraz jej małżonek, a także osoba pozostająca we wspólnym pożyciu.
Kodeksowa definicja osoby najbliższej jest wspólna dla wszystkich aktów normatywnych w systemie polskiego prawa przewidujących odpowiedzialność karną, chyba że przepis szczególny stanowi inaczej.
W doktrynie prawa przyjęło się, że definicja ta ma zastosowanie do całego systemu prawa polskiego.